# Sprawa Altaleny
Sprawa Altaleny – konfrontacja zbrojna, do której doszło 22 czerwca 1948 roku pomiędzy nowo powstałymi Siłami Obronnymi Izraela a skrajnie prawicową żydowską organizacją paramilitarną Irgun. Do konfrontacji doszło o statek towarowy Altalena, który przewoził broń, amunicję i bojowników Irgunu. W wyniku ostrzelania, statek zapalił się i zatonął na plaży Tel Awiwu.

## Tło wydarzeń

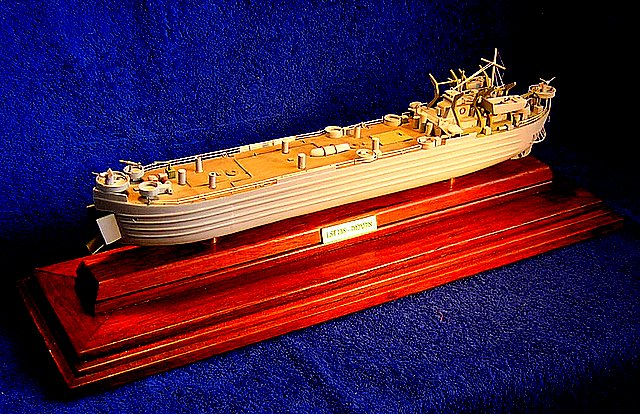
Model statku Altalena

Wraz z końcem brytyjskiego Mandatu Palestyny, przywódcy żydowskiej społeczności w Palestynie ogłosili 14 maja 1948 utworzenie niepodległego państwa Izrael. Wraz z ogłoszeniem deklaracji niepodległości nastąpiło utworzenie tymczasowego rządu na czele którego stanął Dawid Ben Gurion. Niemal natychmiast po tym doszło do arabskiej inwazji, która rozpoczęła I wojnę izraelsko-arabską – była ona kontynuacją wojny domowej w Mandacie Palestyny (1947–1948). Naprzeciw siłom arabskim stanęły żydowskie organizacje paramilitarne Hagana, Irgun i Lechi. Członkowie Irgunu zakupili za granicą były amerykański okręt desantowy do przewozu czołgów USS LST-138, który przemianowano na „Altalena” (pseudonim przywódcy ruchu syjonizmu rewizjonistycznego Ze’ewa Żabotyńskiego). Broń o wartości 153 milionów franków została ofiarowana przez rząd Francji na podstawie tajnego porozumienia zawartego z Irgunem i podpisanego przez francuskiego ministra spraw zagranicznych George Bidaulta. Nie są znane szczegóły tej umowy, wiadomo jednak, że Francja była zaniepokojona możliwością zajęcia Jerozolimy przez pro-brytyjską Transjordanię. Początkowo statek miał dotrzeć do Izraela w dniu 15 maja 1948, jednak sprawy organizacyjne mocno przeciągnęły się w czasie.
W dniu 28 maja 1948 pełniący obowiązki premiera Izraela i ministra obrony Dawid Ben Gurion wydał rozkaz wzywający do utworzenia Sił Obronnych Izraela i rozwiązania wszystkich innych żydowskich organizacji paramilitarnych. Rozkaz ten został wydany, pomimo że faktycznie Ben Gurion nie miał takiego prawa do czasu sformowania rządu w dniu 31 maja. Proces wchłaniania wszystkich organizacji wojskowych do Sił Obronnych Izraela okazał się niezwykle skomplikowany, ponieważ Irgun i Lehi początkowo nie zgodziły się dołączyć do państwowych sił zbrojnych i podjęły starania o samodzielne zakupy broni. Pomimo tych rozbieżności, Irgun podpisał 1 czerwca porozumienie o wchłonięciu swoich sił przez izraelską armię. Jedna z podpisanych klauzul mówiła, że Irgun musi zakończyć wszystkie niezależne zakupy i dostawy uzbrojenia. W związku z tym, dowództwo Sił Obronnych Izraela zostało poinformowane o statku „Altalena” i harmonogramie jego żeglugi. Na pokładzie statku miało się znajdować 940 bojowników Irgunu, oraz duży ładunek broni i amunicji. Przedstawiciele Irgunu we Francji obawiali się możliwości sabotażu na pełnym morzu, i z tego powodu nie poinformowali Izrael o wypłynięciu statku w dniu 11 czerwca. Wysiłki te okazały się jednak bezowocne, ponieważ już następnego dnia Radio Londyn poinformowało, że „Altalena” wypłynęła z Port-de-Bouc i płynie do Izraela wioząc na pokładzie tysiąc żydowskich ochotników z dużą ilością broni.
Płynący statkiem ochotnicy Irgunu, dopiero na pełnym morzu dowiedzieli się z Radia Londyn o ogłoszeniu 11 czerwca w Palestynie pierwszego rozejmu. Rozejm obejmował zakaz sprowadzania do kraju sprzętu wojskowego i żołnierzy, dlatego przywódcy Irgunu wysłali do statku „Altalena” rozkaz by wydłużył podróż i pozostał na morzu do czasu otrzymania kolejnych rozkazów. W dniu 15 czerwca Menachem Begin spotkał się z przedstawicielami izraelskiego rządu, których poinformował, że statek wypłynął z Francji bez jego wiedzy i chce w tej sprawie prowadzić rozmowy. Dawid Ben Gurion napisał następnego dnia w swoim pamiętniku: „Israel [Galili] i Skolnik [Eszkol] spotkali się wczoraj z Beginem. Jutro lub następnego dnia przybędzie ich statek: 4500 ton, 800-900 ludzi, 5000 karabinów, 250 karabinów maszynowych Bren, 5 mln pocisków, 50 bazook i 10 transporterów Bren. Zipstein (dyrektor portu Tel Awiw) uważa, że wszystko będzie można rozładować w nocy. Uważam, że nie powinniśmy zagrażać portowi Tel Awiwu. Nie należy ich odsyłać. Powinni być rozładowani w nieznanym miejscu”. Tak więc Dawid Ben Gurion wyraził zgodę na lądowanie, i taka wiadomość została wysłana na statek. Istniała jednak rozbieżność odnośnie do miejsca jego rozładunku. Dowództwo Irgunu uważało, że statek powinien wpłynąć do portu Tel Awiw, natomiast rząd wskazywał na plażę przy moszawie Kefar Witkin, jako miejsca w którym będzie łatwiej uniknąć obserwatorów ONZ. Statek został więc poinformowany, że ma płynąć do Kefar Witkin.

## Przebieg incydentu

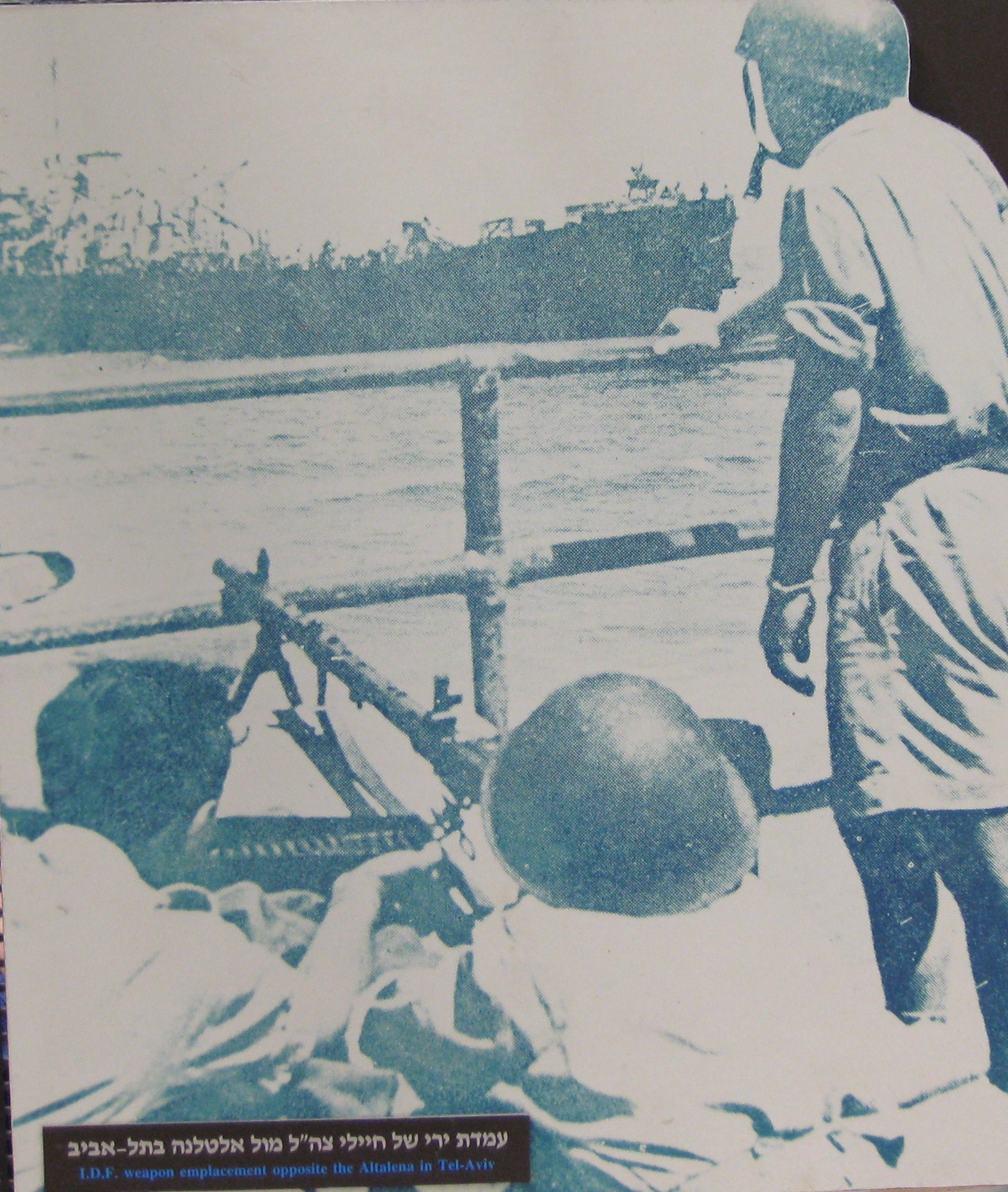
Izraelscy żołnierze celują w statek „Altalena”

Pomiędzy przedstawicielami Irgunu a tymczasowego rządu doszło do poważnej różnicy zdań w sprawie podziału uzbrojenia przewożonego przez statek „Altalena”. Dawid Ben Gurion zgodził się na warunek Menachema Begina, aby 20% broni zostało dostarczone do batalionu Irgunu walczącego samodzielnie w Jerozolimie. Jednak Ben Gurion nie wyraził zgody, aby pozostała część broni weszła na wyposażenie nowo tworzonych batalionów Irgunu. Izraelski rząd zajmował stanowcze stanowisko, że państwo żydowskie może posiadać tylko jedną armię i całe uzbrojenie musi pójść na jej wzmocnienie.
Późnym popołudniem 20 czerwca, „Altalena” dotarła do Kefar Witkin. Wśród czekających na brzegu członków Irgunu znajdował się Menachem Begin. Po opuszczeniu statku przez pasażerów, mieszkańcy pobliskiego moszawu Michmoret pomogli w wyładunku sprzętu wojskowego. Równocześnie z tymi wydarzeniami, w Tel Awiwie zebrał się tymczasowy rząd na swoim cotygodniowym posiedzeniu. Ben Gurion poinformował ministrów o wydarzeniu w Kefar Witkin, przedstawił przebieg spotkań z przedstawicielami Irgunu i ponowił żądanie, aby większość uzbrojenia została oddana Siłom Obronnym Izraela. Posiedzenie zakończyło się podjęciem decyzji o wzmocnieniu armii. Do wykonania zadania konfiskaty statku i jego ładunku wyznaczono Brygadę Aleksandroni, którą dowodził Dan Ewen (Epstein). Otrzymał on rozkaz, że w razie potrzeby może użyć siły przeciwko siłom Irgunu. Wykonując to zadanie, Brygada Aleksandroni otoczyła 21 czerwca rejon Kefar Witkin, a Dan Ewen przedstawił Menachemowi Beginowi następujące ultimatum:

„Do: M. Begina
Na podstawie specjalnego rozkazu szefa Sztabu Generalnego Sił Obronnych Izraela, jestem uprawniony do konfiskaty broni i sprzętu wojskowego, który pojawił się na izraelskim wybrzeżu w obszarze moich kompetencji udzielonych mi przez rząd Izraela. Zostałem upoważniony do żądania, aby broń oddano mi na przechowanie, i poinformowania, że powinien Pan nawiązać kontakt z naczelnym dowództwem. Jest Pan zobowiązany do natychmiastowego wykonania tego rozkazu. Jeśli nie zgodzi się Pan na jego wykonanie, użyję wszystkich środków jakie są w mojej dyspozycji, w celu realizacji rozkazu i rekwizycji broni, która znalazła się na brzegu i przeniesienia jej na własność rządu Izraela. Pragnę poinformować, że cały teren jest otoczony przez uzbrojone jednostki wojskowe i samochody pancerne, a wszystkie drogi są zablokowane. W przypadku odmowy realizacji tego rozkazu poniesie Pan całą odpowiedzialność za wszystkie tego konsekwencje. Imigranci – bez broni – będą mogli kontynuować podróż do obozów zgodnie z Pana planami. Ma Pan dziesięć minut na odpowiedź.
DE, dowódca brygady.”

Czas pozostawiony Beginowi w ultimatum był tak krótki, że wykluczał możliwość jakiejkolwiek konsultacji i pozostawiał jedynie drogę bezwzględnego podporządkowania się rozkazom Sztabu Generalnego Sił Obronnych Izraela. W rezultacie doszło do wybuchu starć, które zostały szybko przerwane. Mieszkańcy moszawu pośredniczyli w mediacjach pomiędzy Jaakovem Meridor (zastępca Begina) a Dan Ewenem. Osiągnięto w ten sposób zawieszenie broni. Uzbrojenie będące na brzegu zostało przekazane lokalnemu dowódcy Sił Obronnych Izraela, natomiast Begin pozostał na pokładzie statku „Altalena” i popłynął w stronę Tel Awiwu, gdzie Irgun posiadał większą liczbę zwolenników. Groziło to wybuchem poważnych starć, i Dawid Ben Gurion rozkazał, aby Jigael Jadin skoncentrował w rejonie plaż Tel Awiwu duże siły wojskowe i zajął statek siłą”.
W dniu 22 czerwca, na rozkaz Ben Guriona ciężkie działa ostrzelały statek „Altalena”. Jeden z pocisków trafił statek, który zaczął płonąć”. Dowodzący siłami na plaży, Jigal Allon, twierdził później, że wystrzelono jako strzały ostrzegawcze tylko pięć lub sześć pocisków, a statek został trafiony przypadkiem. Ponieważ istniało niebezpieczeństwo, że ogień może rozprzestrzenić się na pomieszczenia z materiałami wybuchowymi, kapitan Monroe Fein wydał rozkaz opuszczenia statku. Ludzie skakali do wody, a na ich ratunek wyruszyli tratwami ludzie z plaży. Begin opuścił statek dopiero po upewnieniu się, że ewakuowano wszystkich rannych. „Altalena” przewróciła się na bok i w takim stanie pozostała na plaży Tel Awiwu.
Podczas całego incydentu zginęło 16 członków Irgunu: sześciu w obszarze moszawu Kefar Witkin i dziesięciu na plaży Tel Awiwu – wszyscy byli weteranami walk w Palestynie (nie zginął nikt z osób, które przypłynęły statkiem). Zginęło także trzech żołnierzy Sił Obronnych Izraela: dwóch w obszarze moszawu Kefar Witkin i jeden w Tel Awiwie. Aresztowano także ponad 200 członków Irgunu. Większość z nich została uwolniona kilka tygodni później. Jedynie pięciu dowódców (Mosze Hason, Elijjahu Lankin, Jakub Meridor, Bezalel Amitzur i Hillel Kook) pozostało w uwięzieniu do 27 sierpnia 1948. Członkowie Irgunu zostali wcieleni do jednostek Sił Obronnych Izraela.
Mniej więcej rok później, wrak statku „Altalena” został podniesiony i odholowany około 15 mil w głąb morza, gdzie go zatopiono.

## Reakcje i następstwa

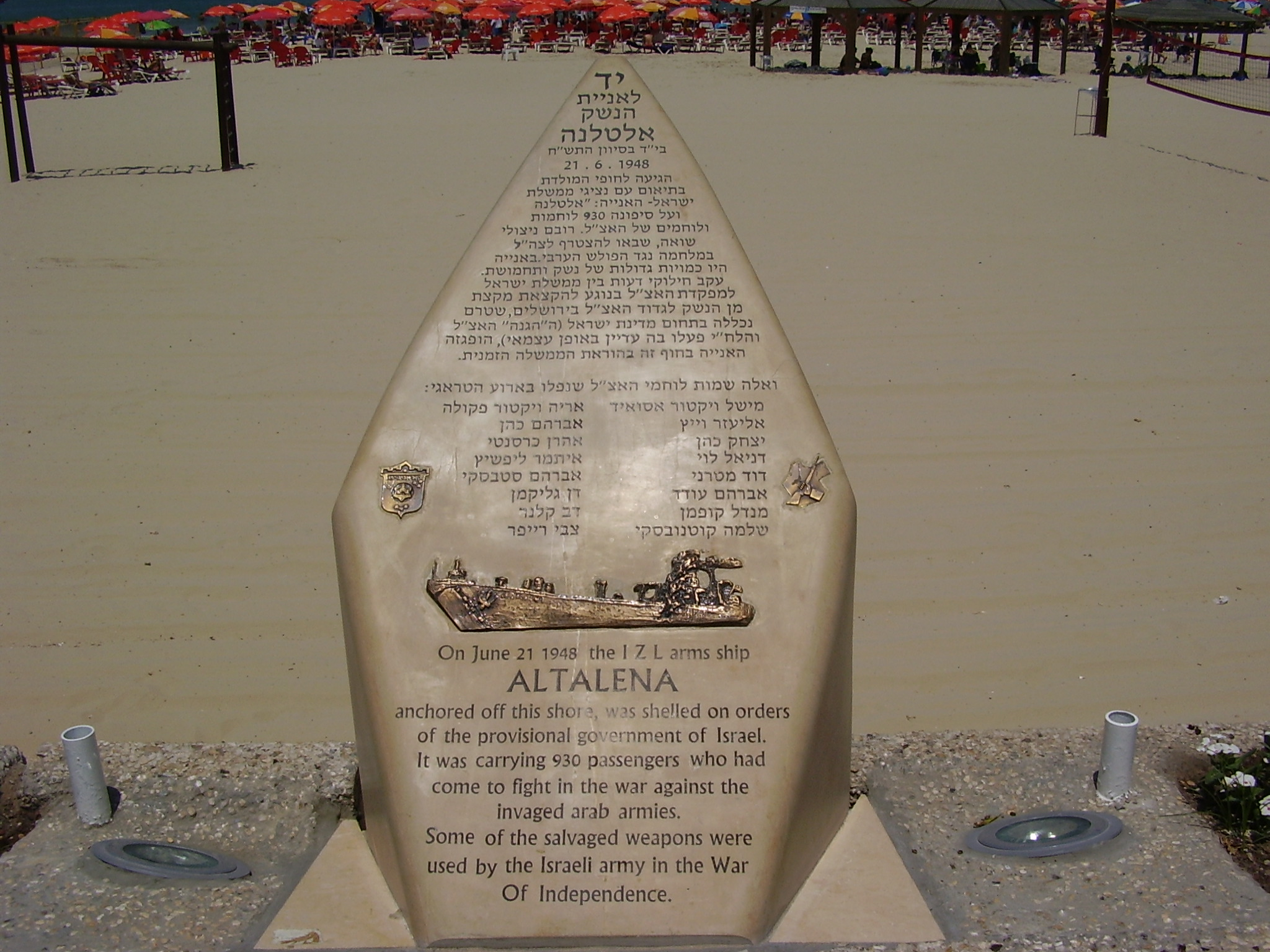
Pomnik „Altaleny” na plaży Tel Awiwu

Sprawa „Altaleny” ukazała głębokie podziały między głównymi frakcjami politycznymi w Izraelu. Przez wiele lat była częstym tematem debat w izraelskich mediach, podczas których rozważano, czy użycie siły przez rząd Izraela przeciwko skrajnym żydowskim elementom politycznym było zgodne z prawem. Zwolennicy Ben Guriona chwalą jego decyzje, jako istotne dla ustalenia jednolitej struktury władzy i utworzenia sił zbrojnych. Konsekwencją tych kroków było rozwiązanie Palmach rok później. Taki punkt widzenia jest zgodny z twierdzeniem, że państwo powinno posiadać monopol na użycie siły. Irgun podejmując próbę sprowadzenia broni i wykorzystania jej we własnych jednostkach milicji, podważał te zasady młodego państwa Izrael.
Przeciwnicy potępili decyzje Ben Guriona, uznając je za niepotrzebną przemoc. Uważają, że istniała możliwość pokojowego rozwiązania konfliktu, a działania Menachema Begina nie stwarzały żadnego poważnego militarnego zagrożenia dla rządu Izraela. Dodają, że decyzja o konfrontacji zbrojnej wywołała głęboką frustrację wśród wielu najlepszych oficerów Sił Obronnych Izraela.